# Concentrație masică
Concentrația masică este un mod de exprimare a compoziției unui amestec sau a unei soluții ce constă în raportul dintre masa unui component dintr-un amestec și volumul amestecului. Se notează cu ρ(i) pentru un component oarecare i. Este o mărime dependentă de temperatură datorită volumului care e dependent de temperatură.
Alte moduri de exprimare a compoziției sunt fracțiile (procentele) molare, masice  și volumice, concentrația masică, molalitatea etc.
{\displaystyle \rho _{i}={\frac {m_{i}}{V}}}

## Terminologie
Mai este denumită uneori titru.

## Unități de măsură
Unitatea de măsură în SI e kg/m3. O unitate uzuală e g/l. O altă unitate uzuală e mg/dl pentru care e folosită pentru probe biologice notația mg% abreviere de la mg/100ml soluție.

## Proprietăți

### Suma concentrațiilor masice (densitatea soluției)
Suma concentrațiilor masice ale componenților soluției este egală cu densitatea soluției:
{\displaystyle \rho =\sum _{i}\rho _{i}\,}

### Dependența de temperatură
Concentrația masică este o mărime dependentă de temperatură prin intermediul volumului. Pe intervale mici de temperatură dependența e:
{\displaystyle \rho _{i}={\frac {\rho _{i,T_{0}}}{1+\alpha \Delta T}},}
unde {\displaystyle \rho _{i,T_{0}}} e concentrația masică la o temperatură de referință, {\displaystyle \alpha } e coeficientul de dilatare termică al amestecului.

### Relația cu volumele specifice parțiale
Concentrațiile masice ale componenților soluției apar în produs cu volumele specifice parțiale:
{\displaystyle 1=\sum _{i}\rho _{i}\cdot {\bar {v_{i}}}}
Reiese din egalitatea volumelor parțiale {\displaystyle V=\sum _{i}{\bar {V_{i}}}^{0}}
cu volumul soluției și apoi prin împărțirea cu volumul specific:
{\displaystyle V=\sum _{i}n_{i}\cdot {\bar {V_{i}}}=\sum _{i}m_{i}\cdot {\bar {v_{i}}}}
Volumul specific al soluției se poate exprima in funcție de volumele specifice parțiale:
{\displaystyle v=\sum _{i}w_{i}\cdot {\bar {v_{i}}}}

## Mărimi înrudite

### Concentrația molară
Relația între concentrația masică și concentrația molară este:
{\displaystyle \rho _{i}=C_{i}\cdot M_{i}}
Această relație poate fi demonstrată prin împărțirea la volumul amestecului (soluției) a relației dintre masa și  cantitatea (moli) unui component din amestec (soluție).
{\displaystyle \rho _{i}={\frac {m_{i}}{V}}={\frac {n_{i}\cdot M_{i}}{V}}={\frac {n_{i}}{V}}\cdot M_{i}=C_{i}\cdot M_{i}}

### Fracția molară
{\displaystyle x_{i}={\frac {\rho _{i}}{\rho }}\cdot {\frac {M}{M_{i}}}}

### Relația cu fracția masică
Concentrația masică se poate calcula ca produs dintre densitatea soluției și fracția masică a componentului.
{\displaystyle {\boldsymbol {\rho _{i}}}=\rho \cdot w_{i}}

### Molalitatea
{\displaystyle b_{i}={\frac {\rho _{i}}{M_{i}(\rho -\rho _{i})}}}